# Одеоибо, Самюэль
Самюэль Одеоибо (англ. Samuel Odeyobo, бел. Самюэль Адэоіба; род. 28 сентября 1993, Лагос, Лагос) — нигерийский футболист, защитник казахстанского клуба «Елимай».

## Биография
Родился 28 сентября 1993 года Нигерии. У Самюэля было два брата и две сестры.

## Карьера
В 2012 году игрок познакомился с агентом, который пообещал устроить его в футбольную академию. Однако после переезда в Беларусь агент кинул футболиста, забрав деньги. Первое время после переезда Самюэль жил в общежитии, работал на автомойке, а позже на стройке и параллельно тренировался. Человеком, который помог ему остаться в футболе, стал Юрий Пунтус, тренировавший на тот момент клуб «Смолевичи-СТИ». Он приглашал игрока тренироваться с командой и даже позвал на командный сбор, но по регламенту Самюэль не мог быть заявлен на официальные матчи и ушёл играть за любительские команды.
В 2016 году подписал контракт с клубом «Крумкачы», за который выступал в молодёжном первенстве. 2 апреля 2017 года дебютировал за основной состав «ворон», выйдя на замену на 75-й минуте в матче Высшей лиги против «Витебска».
Летом того же года подписал контракт с клубом «Нафтан», за который сыграл 15 матчей. По итогам сезона «Нафтан» занял последнее место в Высшей лиге и покинул высший дивизион. 
Зимой 2018 года перешёл в клуб Первой лиги «Гранит». 
С января 2019 года проходил просмотр в бобруйской «Белшине». В марте официально стал игроком клуба. С клубом смог победить в Первой лиге белорусского чемпионата, чем обеспечил себе выступление в Высшей лиге. В следующем сезоне «Белшина» не смогла удержаться в лиге и вылетела назад в Первую лигу. В декабре 2020 года покинул клуб.
В январе 2021 года подписал контракт с жодинским «Торпедо-БелАЗ». В качестве основного игрока закрепиться в составе нового клуба так и не смог, и по окончании контракта покинул команду.
В феврале 2022 года перешёл в литовский клуб «Хегельманн». Дебютировал за клуб 5 марта 2022 года в матче против клуба «Кауно Жальгирис». Дебютный гол за клуб забил 25 мая 2022 года в матче Кубка Литвы против клуба БФА. В чемпионате первый гол забил 12 августа 2022 года в матче против клуба «Джюгас».

## Достижения
«Белшина»
- Победитель Первой лиги Беларуси: 2019

## Личная жизнь
Женат на белорусской девушке Оксане. Есть дети.